# XI століття
XI століття — століття на межі завершення умовного періоду Раннього Середньовіччя в Європі та періоду, який історики Європи класифікують як Високе середньовіччя. 

## Історичний контекст
У Європі завершилося Раннє середньовіччя, розпочалося Високе середньовіччя. Феодалізм уже повністю склався, почалося зародження перших ознак капіталізму. В усій Європі почали виростати міста, хоча й невеликі, але в значній кількості. Купці та ремісники міст утворювали свої органи самоуправління і прагнули незалежності від феодалів. Феодали в добре захищених замках та зі своїми військами прагнули незалежності від своїх сеньйорів, герцоги й графи від королів. Настав період феодальної роздрібненості, який триватиме, доки не почнуть складатися національні ринки. Хоча король франків і мав титул короля, але його фактична влада обмежувалася його доменом. Імператори Священної Римської імперії мали більше влади, але їм весь час доводилося відстоювати її в боротьбі проти великих феодалів. Міста півночі Італії: Венеція, Піза, Генуя стали морськими республіками. 
Закінчився період морських походів вікінгів, але нормани все ще мали значну військову силу. 1066 року відбулося нормандське завоювання Англії, норманські авантюристи захопили південь Італії, відіграли значну роль в історії Київської Русі, служили найманцями у Візантійській імперії, брали участь у Першому хрестовому поході. 
Значних успіхів досягла реконкіста. Попри роздробленість королівства півночі Піренейського півострова відвоювали у маврів, теж роздроблених після розпаду Кордовського халіфату, половину Іберії. Нормани впродовж століття вибили сарацинів з Сицилії.
Більшість народів Європи прийняли християнство, язичництво збереглося тільки в окремих кутках континенту. 1054 року відбувся Великий церковний розкол між церквами східного та західного обряду. У другій половині століття в католицькій церкві набрав сили рух за реформи, що ставив метою викорінення симонії, впровадження целібату священиків та ліквідацію залежності церкви від світської влади. Рух за реформи перетворився на відвертий конфлікт між папою римським та імператором Священної Римської імперії, що отримав назву боротьби за інвеституру. Католицька церква була організатором Першого хрестового походу.
Ісламський світ також був роздробленим. Аббасидські халіфи мали лише формальну владу. Значну частину століття Багдад перебував у руках Буїдів, які дотримувалися шиїтського напрямку ісламу. Перелом на користь сунітів відбувся завдяки завоюванням турків-сельджуків. Якщо раніше ісламу був властивий плюралізм, то з діяльністю халіфа аль-Кадіра та суфія Аль-Газалі він став набирати дедалі догматичнішої форми. Попри це, та попри роздробленість, XI століття було періодом розквіту ісламської культури.
У Китаї упродовж всього століття правила династія Сун. Населення Китаю досягло 100 мільйонів. Китайські вчені запровадили численні технічні нововведення.

## Події

### Київська Русь
Після смерті Володимира Великого 1015 року спалахнула боротьба за владу між його синами, переможцем з якої вийшов до 1020 року  Ярослав Мудрий, який опирався на скандинавських найманців. 1023 або 1024 року Чернігів захопив Мстислав Хоробрий, і правив у ньому, уклавши мир з Ярославом Мудрим до своєї смерті 1036 року, після чого Ярослав приєднав його землі до своїх. Після смерті Ярослава Мудрого 1054 року його сини Ізяслав, Святослав та Всеволод утворили триумвірат Ярославичів, княжіння в Києві отримав Ізяслав. 
У середині століття половці змінили печенігів в прикордонних степах. Після поразки князів в одному з боїв із ними у Києві спалахнуло повстання 1068 року, і Ізяслава вперше прогнали з Києва. Наступного року він повернувся з військами польського короля Болеслава Сміливого і відновив свою владу. Удруге Ізяслава прогнали з Києва 1073 року, цього разу брати, і в Києві до своєї смерті 1076 року княжив Святослав Ярославич.  Ізяслав Ярославич ще раз повернув собі владу з допомогою поляків, але 1078 року загинув у битві на Нежатиній Ниві проти свого небожа Олега Святославича, який привів з собою половців. Зі смертю Ізяслава в Києві до 1093 року княжив Всеволод Ярославич, а після його смерті Ярополк Ізяславич. 
Олег Святославич, якого літописці називали Гореславичем, захопив Тмуторокань, побував у візантійському полоні, а в 1090-х знову привів із собою половців і захопив свою вотчину Чернігів. На Любецькому з'їзді 1097 року князі спробували припинити міжусобиці, запровадивши феодальний принцип наслідування, але угоду було порушено того ж року осліпленням Василька Ростиславича теребовлянським князем Давидом Ігоровичем. Витечівський з'їзд був новою спробою укласти мир і зосередитися на боротьбі проти половців. 
Загалом для Київської держави в XI столітті були властиві ті ж процеси, що й для всієї Європи: зростання населення, будівництво замків, заснування міст та перехід від єдиної держави зі слабкими внутрішніми зв'язками до феодальної роздробленості. 
- 1017—1037 — спорудження навколо Києва укріплень, будівництво Золотих воріт, увінчених одноверхою Благовіщенською церквою, та Софійського собору.
- перша половина — переклад у Києві «Хроніки» візантійського історіографа IX ст. Георгія Амартола (гр. «грішник»), в якій викладено події всесвітньої історії від створення світу до 842 року.
- середина — укладення Турівського Євангелія.
- Засновано Видубицький чоловічий монастир.
- Засновано Дрогобич

### Візантія
1018 року візантійці на чолі з Василієм Болгаробійцею повністю завоювали  Болгарію. Попри окремі повстання Константинополь утримував болгар під своєю владою упродовж усього століття. Складні часи настали для імперії в другій половині століття через навалу турків-сельджуків, що почалася в 1060-х. Вирішальної поразки візантійські війська зазнали 1071 року в Битві під Манцикертом. Того ж року візантійці втратили свої останні володіння на півдні Італії. Сельджуки завоювали більшу частину Малої Азії, але, оскільки серед них, уже теж не було, єдності, на колишніх візантійських землях утворилося кілька незалежних еміратів та султанатів. Положення дещо стабілізував імператор Олексій I Комнін. Йому вдалося зупинити наступ норманів на Балканах і відвести загрозу з боку печенігів у Фракії. Він звернувся за допомогою проти сельджуків до папи римського. Як наслідок, папа Урбан II 1095 року оголосив заклик до хрестового походу. Перший хрестовий похід розпочався 1096 року, а 1099 року хрестоносці взяли Єрусалим. Попри те, що хрестоносці присягали віддати відвойовані землі Візантії, свого слова вони не дотримали, заснувавши свої власні держави.

### Священна Римська імперія
Священна Римська імперія була наймогутнішою державою Європи. До володінь імператора входили Німеччина та північ Італії, його сюзеренітет визнавали Богемія, тривалий період Польща, деякий час Угорщина й Бургундія. Проте майже кожному новому імператору доводилося відстоювати свій титул у боротьбі з великими феодалами. Спочатку претендента коронували на короля Німеччини, потім, окремо, на короля Італії, і пізніше папа римський коронував його римським імператором. 1024 року, зі смертю Генріха II Святого та коронацією Конрада II, до влади прийшла нова Салічна династія.
До 1070-х років імператори Священної Римської імперії мали вирішальне слово в призначені римських пап. Однак, з другої половини століття в церкві розпочався рух за реформи, важливим пунктом якого була боротьба з симонією, тобто наданням церковних посад за гроші. Католицька церква ухвалила рішення про обрання папи римського колегією кардиналів. З 1076 року розпочався конфлікт між папою римським Григорієм VII та королем Німеччини, тоді ще не коронованим на імператора, Генріхом IV. Папа римський оголосив вищість церковної влади над світською і намагався відібрати в імператора право призначати єпископів. У Німеччині єпископ був великим феодалом, і втрата імператором контролю над ним означала розхитування держави, яка Генріху IV не дуже корилася, йому доводилося вести важку боротьбу з повстанням у Саксонії. Суперечка про інвеституру розділила європейське суспільство на два табори. Генріх IV здійснив три походи в Італію. Він оголосив зміщення папи й обрання нового папи римського Климента III, який коронував його імператором.  Григорій VII двічі відлучав Генріха IV від церкви. Протистояння продовжилося й після смерті Григорія VII. Прибічники реформ обирали нових пап, прибічники імператора обирали нових антипап.

### Італія
На початку століття Італія вже була роздроблена. Північ півострова належала Священній Римській імперії, середню частину займала Папська область, у південній було кілька незалежних князівств, ще частина належала Візантії, Сицилією володіли сарацини. До кінця століття південь Італії та Сицилія вже були в руках у нормандців. Нормандці прибули в Італію 1017 року на паломництво, потім згуртувалися у ватагу найманців, що захищала прочан та надавала свої послуги місцевим князям, які вели між собою постійні війни. 1030 року Райнульф Дренго отримав у володіння колишню візантійську фортецю Аверсу і став першим графом Аверським. Стосунки між норманами та Святим престолом були суперечливими.  1053 року папа Лев IX у союзі з лангобардами та візантійцями пішов на них війною, але зазнав поразки в Битві при Чивітате і потрапив до них у полон, після чого настало примирення. 1057 року Роберт Гвіскар став графом Апулії і продовжив відвоювання у Візантії Калабрії. 1071 року нормандці захопили останнє володіння Візантії на півострові, місто Барі. Небіж Роберта Гвіскара Рожер Отвіль вторгся на Сицилію, яка перебувала в руках сарацинів і 1072 року взяв Палермо, а згодом підкорив собі весь острів. У боротьбі за інвеституру нормандці загалом підтримували папу Григорія VII, хоча він відлучив від церкви Роберта Гвіскара за напади на папські володіння, але потім скасував відлучення. Підкоривши собі південь Італії, нормани напали на візантійські володіння на Балканах, а пізніше брали активну участь в хрестовому поході.
На півночі півострова Італійське королівство входило до Священної Римської імперії. Під час боротьби за інвеституру його населення розділилося на тих, хто підтримував папу, й тих, хто підтримував імператора. Серед прибічників папи чільне місце належало герцогині Тоскани Матильді. Дедалі важливіше місце в політиці стали відігравати окремі міста, особливо приморські: Венеція, Піза, Генуя. Вони мали свій флот, власні війська, вели війни як із сарацинами, так і між собою. Венеція захопила контроль над Адріатикою, окупувала частину узбережжя Хорватії, допомагала своїм флотом Візантії у війні проти норманів, за що отримала значні торгові привілеї. У 1080-х Піза, а в 1090-х Генуя запровадили в себе інститут виборних правителів, консулів, тобто стали містами-республіками. Змагаючись за прихильність міст, імператор та папа надавали містам дедалі більше прав. Морські республіки забезпечили кораблі для транспорту хрестоносців та постачання їхнього війська, отримуючи торговельні привілеї в захоплених землях.

### Іспанія
З початку століття почалися чвари в Кордовському халіфаті, а до 1031 року він розпався на окремі емірати, тайфи. Невеликі християнські держави півночі Піренейського півострова, що входили до Іспанської марки, стали поступово набирати силу, відвойовувати в мусульман землі й виходити з-під васалітету короля франків. До них належали Астурійське, Галісійське, Леонське, Кастильське, Арагонське та Наваррське королівство, а також Каталонське князівство. Християнські королівства воювали також і між собою. 1037 року король Кастилії Ферднандо I Великий захопив Леон, утворилося королівство Кастилія і Леон. За Фердинанда Великого почався натиск на мусульманські володіння, його справу продовжив син Альфонсо VI. 1064 року лицарі Європи зібралися на заклик папи римського Олександра II в Іспанію на облогу Барбастро, що вважається ранньою формою хрестового походу. 1085 року Альфонсо VI захопив Толедо і проголосив себе імператором усієї Іспанії. 
Успіхи християн збентежили емірів південної частини півострова, і вони звернулися за допомогою до Альморавідів, берберів з Північної Африки. Альморавіди зупинили наступ християн, але й ліквідували незалежність мусульманських еміратів, підкоривши південь Іберії своїй владі. На кінець століття припадає діяльність легендарного героя реконкісти Сіда Кампеадора, який захопив Валенсію і став правити в ній як король. 
В XI столітті двічі утворювалося графство Португалія.

### Англія
У 1000-х та 1010-х роках на Англію кілька разів ходили данці, можливо через різанину в день святого Брайса 1002 року. 1013 року  Свен Вилобородий захопив Лондон, і його було проголошено королем Англії. Незабаром він помер і після періоду безладу 1016 року до влади в Англії прийшов Канут Великий.  Данське правління тривало до 1042 року, коли на трон повернувся представник англосаксонської Вессекської династії Едуард Сповідник. 1066 року відбулося завоювання Англії нормандцями на чолі з Вільгельмом Завойовником. Упродовж кількох років нормани повністю придушили опір англосаксонської знаті. У 1086-1087 роках в країні було проведено перепис населення і укладено «Книгу страшного суду».
Англо-нормандці не змогли підкорити собі Уельс, хоча були близькими до цього, їм завадила інтервенція норвезького короля Магнуса III. Шотландія, в якій відбувалася внутрішня боротьба за владу, визнала сюзеренітет англійського короля, але фактично зберігала свою незалежність.

### Польща
На початку століття Польща на чолі з Болеславом Хоробрим боролася зі Священною Римською імперією за контроль над Богемією та іншими прикордонними землями. 1018 року ця боротьба завершилася підписанням Будишинського миру. 1025 року Болеслава Хороброго було короновано королем. Але вже за його сина Мешка II Польща почала втрачати землі. Проти Мешка повстали брати. Тільки в 1038-1039 роках син Мешка Казимир I Відновитель зумів навести лад у країні за допомогою німецьких військ. Польщі довелося визнати формальний сюзеренітет Священної Римської імперії. Під час боротьби за інвеституру Болеслав II Сміливий підтримував пару римського і отримав від нього королівську корону. Однак, 1080 року Болеслав убив краківського єпископа Станіслава, і йому довелося втекти з країни. Його брат Владислав I Герман відмовився від королівської корони й підтримував імператора Генріха IV.
Упродовж століття Польща часто втручалася в міжусобиці в сусідніх країнах: Київській Русі та Угорщині, частково тому, що правителів східноєвропейських держав пов'язували родинні зв'язки через численні шлюби.

### Угорщина
До 1038 року королем Угорщини був Іштван I Святий. Він помер без спадкоємця, оскільки його син Імре загинув на полюванні, тому після смерті короля розпочався період смути. Сам Іштван надавав перевагу своєму зятеві П'єтро Орсеоло, але в країні він не був популярним через те, що оточив себе німецькими феодалами. Внаслідок повстання його змістив Аба Шамуель. Хоча Орсеоло повернув собі трон з допомогою німців, його незабаром убили. До 1060 року країною правив Андраш I. Його скинув брат Бела I. 1063 року Белу скинув за допомогою німців син Андраша Шаламон I. 1074 року Шаламона прогнали сини Бели, цього разу за допомогою поляків. Трон посів Геза I,  а після його смерті 1077 року Ласло I.
Після смерті хорватського короля Дмитара Звонімира Угорщина захопила більшу частину Хорватії.

### Африка
Єгипет упродовж століття перебував під владою шиітів Фатімідів, які також підкорили собі частину Близького Сходу. В Іфрикії правили Зіріди, однак в середині століття відбулися зміни. Зіріди відмовилися від шиїзму й прийняли сунізм, але їх поглинула хвиля переселення арабів-бедуїнів з Єгипту, що призвело до арабізації земель, раніше заселених берберами. У другій половині століття в Магрибі набрав могутності берберський клан Альморавідів, які захопили Марокко, Гану й південну частину Піренейського півострова.

### Азія
Багдадський халіф втратив реальну владу, залишаючись тільки релігійною постаттю. На початку століття Багдадом володіли прихильники шиїзму Буїди. Великий Хорасан, Середню Азію та північ Індії підкорили собі Газневіди на чолі з Махмудом Газневі. У Трансоксанії правили Караханіди. Ситуація змінилася в другій половині століття, коли набрали сили сельджуки. 1040 року сельджуки завдали важкої поразки Газневідам і витіснили їх із Хорасану. Надалі вони вторглися на територію сучасного Ірану й перемогли Буїдів. Сельджуки були сунітами, а тому багдадський халіф зустрів їх радо і надав Торгул-беку титул султана. Другий султан сельджуків Алп-Арслан пішов далі на захід, де йому протистояли Візантія та Фатіміди. 1071 року Алп-Арслан розгромив візантійців у битві при Манцикерті й полонив імператора Романа Діогена. Сельджуки захопили Сирію, Малу Азію та Левант, зокрема відібрали Єрусалим у Фатімідів. Попри могутність війська сельджуків воно було немонолітне, складалося з загонів різних народів, і на завойованих землях утворювалися незалежні султанати та емірати. Особливо процес розпаду прискорився після вбивств 1092 року султана Малік-шаха та його візира Незама уль-Мулька. Розробленість сельджуків дозволила хрестоносцям захопити Єрусалим і утворити на Близькому Сході свої держави: Єрусалимське королівство, Антіохійське князівство та Едеське графство.

### Китай
У Китаї впродовж усього століття правила династія Сун. Підвладні їй землі займали південь Китаю і межували на півночі з землями держави киданів Ляо. Династії Сун доводилося стримувати північних кочівників, виплачуючи їм данину. З 1038 року тангути заснували в західних областях Китаю державу Західна Ся, з якою династії Сун теж доводилося воювати. До середини століття населення Китаю становило за оцінками 100 млн. Китай швидко розвивався економічно та технічно. У ньому вперше в світі було запроваджено паперові гроші. З 1070-х років в країні почалися реформи, які очолив Ван Аньши. Кінець століття пройшов у боротьбі партій реформаторів та консерваторів.

### Японія
В Японії тривав період Хей'ан, коли важливу роль в управлінні державою відігравав рід Фудзівара. З 1051 по 1062 дванадцять років тривала дев'ятирічна війна — повстання самураїв на півночі країни, що завершилася перемогою урядових військ. 1086 року імператор Сіракава зрікся, передав титул своєму синові й пішов у монастир, звідки продовжував управляти країною. Так склалася система імператорів-затворників інсей, коли чинний імператор виконував здебільшого церемоніальні функції, а правив із монастиря так званий верховний імператор.

### Індія
Наймогутнішою державою півдня Індії була Чола. За правління Раджендри Чола I вона захопила Шрі-Ланку, велику частину сходу Індії, зокрема підкорила собі державу Пала, а також завдала важкого удару по Шривіджаї на Малаккському півострові. Остання буддистська держава в Бенгалі, Пала, припинила існування 1070 року, відтоді буддизм уже ніколи не був державною релігією в Індії. Іншою сильною державою на території Індії поряд із Чола була держава західних Чалук'їв.

## Кавказ

### Наука і культура
- Перші університети в Західній Європі.